# Souesmes
 Souesmes  es una población y comuna francesa, en la región de Centro, departamento de Loir y Cher, en el distrito de Romorantin-Lanthenay y cantón de Salbris.

## Demografía
| 1094 | 1125 | 1060 | 1122 | 1135 | 1114 | 1114 |
| Para los censos de 1962 a 1999 la población legal corresponde a la población sin duplicidades (Fuente: INSEE [Consultar]) |      |      |      |      |      |      |